# 1095
1095 је била проста година.

## Догађаји
- 27. новембар — Папа Урбан II је на сабору у Клермону позвао европске витезове у Први крсташки рат. Петар Пустињак почиње да проповеда широм Француске. Урбан II поставља бискупа Адемара од Ле Пија и грофа Рејмонда IV од Тулуза („Сен-Жил“) да предводе Први крсташки рат.

- Март – Цар Алексије I Комнин шаље изасланике папи Урбану II на Сабор у Пјаченци и апелује на хришћанске државе Западне Европе за војну помоћ против Селџучких Турака. Урбан позитивно одговара, надајући се да ће излечити Велики раскол од 40 година раније и поново ујединити Цркву под папским приматом помажући источним црквама.
- Лето – Номадски Кумани прелазе реку Дунав и нападају Тракију, како би подржали претендента Константина Диогена (сина покојног цара Романа IV). Кумани окупирају провинцију Паристрион (која се налази у Доњем Дунаву). Цар Алексије I поставља византијске одреде да чувају превоје преко Балканских планина, али они су заобиђени.
- Другу жупанију Португала основао је гроф Хенри од Бургундије. Алморавиди почињу да потискују снаге краља Алфонса VI („Храброг“) на положаје које су заузимале деценију раније. Ова офанзива почиње поновним освајањем Лисабона, који је био дат Кастиљи 1091. године.
- Јул – Коломан („Учени“) почиње да се учвршћује као владар Угарске, након смрти свог ујака, краља Ладислава I (до 1116).
- 18. август – Олаф I од Данске умире након 9-годишње владавине. Наследио га је брат Ерик I („Добри“) као краљ Данске.
- Јануар – Након напада на четири норвешка трговачка брода која су се налазила у реци Тајн, краљ Вилијам II од Енглеске позива Роберта де Моубреја, грофа од Нортамберленда, да објасни своје поступке. Уместо тога, Моубреј диже побуну против Вилијама заједно са другим норманским племићима. Вилијам предводи војску и опседа замак Бамбург; Моубреј је заробљен након што је побегао из утврђења.
- Побуну Низара гуши ел-Афдал. Низар је зазидан, а његова смрт доводи до раскола исмаилских шиита. Док шиити у Египту, Јемену и деловима Сирије остају лојални новом калифу, Ел-Мусталију, Персијанци и многи други источни шиити под Хасан-и Сабахом се одвајају у новоформираној држави Низари Исмаилита.
- Исмаилитски шиити се деле на мусталску и низаријску грану.

## Смрти
- 1. јун — Агапит Печерски, хришћански светитељ.
- 29. јул — Ладислав I Свети, краљ Угарске (1077—1095). (* 1040)
- Википедија:Непознат датум — Абад III, маварски краљ. (* 1040)
- Википедија:Непознат датум — Шен Ко, кинески научник и државник династије Сонг. (* 1031)